# Grand Prix mondial de volley-ball 1997
Navigation
Grand Prix 1996 Grand Prix 1998
Le 5e Grand Prix mondial de volley-ball féminin s'est déroulé du 8 au 31 août 1997.
L'évènement s'est déroulé sur quatre semaines dans quatre pays et cinq villes à travers toute l'Asie : à Macao, Hong Kong, en Corée du Sud, à Taïwan et au Japon. 
La phase finale s'est joué à Kōbe au Japon du 29 au 31 août 1997

## Équipes participantes
| Europe                 | Asie                     | Amérique        |
| ---------------------- | ------------------------ | --------------- |
| Italie Pays-Bas Russie | Chine Corée du Sud Japon | Cuba États-Unis |

## Tournois Préliminaires

### Premier week-end
| Groupe A                                    | Groupe B                                      |
| ------------------------------------------- | --------------------------------------------- |
| Site : Macao Chine États-Unis Italie Russie | Site : Suwon Corée du Sud Cuba Japon Pays-Bas |

#### Groupe A (Macao)
| Rang | Équipe     | Point | J | G | P | SP | SC | Ratio | PP | PC | Ratio |
| 1    | Russie     | 6     | 3 | 3 | 0 | 9  | 1  | 9,000 |    |    | 1.883 |
| 2    | Chine      | 5     | 3 | 2 | 1 | 7  | 3  | 2,333 |    |    | 1.539 |
| 3    | Italie     | 4     | 3 | 1 | 2 | 3  | 8  | 0,375 |    |    | 0.762 |
| 4    | États-Unis | 3     | 3 | 0 | 3 | 2  | 9  | 0,222 |    |    | 0.497 |

#### Groupe B (Suwon)
| Rang | Équipe       | Point | J | G | P | SP | SC | Ratio | PP | PC | Ratio |
| 1    | Corée du Sud | 6     | 3 | 3 | 0 | 9  | 3  | 3,000 |    |    | 1.305 |
| 2    | Japon        | 5     | 3 | 2 | 1 | 6  | 5  | 1,200 |    |    | 1.046 |
| 3    | Cuba         | 4     | 3 | 1 | 2 | 6  | 8  | 0,750 |    |    | 0.933 |
| 4    | Pays-Bas     | 3     | 3 | 0 | 3 | 4  | 9  | 0,444 |    |    | 0.817 |

### Deuxième week-end
| Groupe C                                              | Groupe D                                 |
| ----------------------------------------------------- | ---------------------------------------- |
| Site : Taipei Corée du Sud États-Unis Pays-Bas Russie | Site : Hong Kong Chine Cuba Italie Japon |

#### Groupe C (Taipei)
| Rang | Équipe       | Point | J | G | P | PP | PC | Ratio | SP | SC | Ratio |
| 1    | Russie       | 6     | 3 | 3 | 0 | 9  | 0  | MAX   |    |    | 2.226 |
| 2    | Corée du Sud | 5     | 3 | 2 | 1 | 6  | 3  | 2,000 |    |    | 1.597 |
| 3    | Pays-Bas     | 4     | 3 | 1 | 2 | 3  | 6  | 0,500 |    |    | 0.691 |
| 4    | États-Unis   | 3     | 3 | 0 | 3 | 0  | 9  | 0,000 |    |    | 0.380 |

#### Groupe D (Hong Kong)
| Rang | Équipe | Point | J | G | P | PP | PC | Ratio | SP | SC | Ratio |
| 1    | Cuba   | 6     | 3 | 3 | 0 | 9  | 1  | 9,000 |    |    | 1.735 |
| 2    | Italie | 5     | 3 | 2 | 1 | 6  | 5  | 1,200 |    |    | 0.969 |
| 3    | Chine  | 4     | 3 | 1 | 2 | 6  | 6  | 1,000 |    |    | 1.178 |
| 4    | Japon  | 3     | 3 | 0 | 3 | 0  | 9  | 0,000 |    |    | 0.400 |

### Troisième week-end
| Groupe E                                 | Groupe F                                  |
| ---------------------------------------- | ----------------------------------------- |
| Site : Gifu Cuba États-Unis Japon Russie | Site : Chine Corée du Sud Italie Pays-Bas |

#### Groupe E (Gifu)
| Rang | Équipe     | Point | J | G | P | PP | PC | Ratio | SP | SC | Ratio |
| 1    | Russie     | 6     | 3 | 3 | 0 | 9  | 4  | 2,250 |    |    | 1.400 |
| 2    | Cuba       | 5     | 3 | 2 | 1 | 8  | 4  | 2,000 |    |    | 1.146 |
| 3    | Japon      | 4     | 3 | 1 | 2 | 5  | 8  | 0,625 |    |    | 0.833 |
| 4    | États-Unis | 3     | 3 | 0 | 3 | 3  | 9  | 0,333 |    |    | 0.725 |

#### Groupe F
| Rang | Équipe       | Point | J | G | P | PP | PC | Ratio | SP | SC | Ratio |
| 1    | Chine        | 6     | 3 | 3 | 0 | 9  | 3  | 3,000 |    |    |       |
| 2    | Corée du Sud | 5     | 3 | 2 | 1 | 7  | 3  | 2,333 |    |    |       |
| 3    | Italie       | 4     | 3 | 1 | 2 | 6  | 8  | 0,750 |    |    |       |
| 4    | Pays-Bas     | 3     | 3 | 0 | 3 | 3  | 9  | 0,333 |    |    |       |

## Classement tour préliminaire
| No | Équipe       | Points | Matches | Matches | Matches | Sets | Sets   | Sets  | Points | Points | Points |
| No | Équipe       | Points | joués   | gagnés  | perdus  | pour | contre | Ratio | pour   | contre | Ratio  |
| -- | ------------ | ------ | ------- | ------- | ------- | ---- | ------ | ----- | ------ | ------ | ------ |
| 1. | Russie       | 18     | 9       | 9       | 0       | 27   | 5      | 4,166 |        |        |        |
| 2. | Corée du Sud | 16     | 9       | 7       | 2       | 22   | 9      | 2,444 |        |        |        |
| 3. | Cuba         | 16     | 9       | 7       | 2       | 21   | 9      | 2,333 |        |        |        |
| 4. | Chine        | 15     | 9       | 6       | 3       | 22   | 12     | 1,833 |        |        |        |
| 5. | Italie       | 13     | 9       | 4       | 5       | 15   | 21     | 0,714 |        |        |        |
| 6. | Japon        | 11     | 9       | 2       | 7       | 11   | 24     | 0,458 |        |        |        |
| 7. | Pays-Bas     | 11     | 9       | 2       | 7       | 10   | 23     | 0,435 |        |        |        |
| 8. | États-Unis   | 9      | 9       | 0       | 9       | 4    | 27     | 0,148 |        |        |        |

## Phase Finale

### Classement Final
| No | Équipe       | Points | Matches | Matches | Sets | Sets   | Sets  | Points | Points | Points |
| No | Équipe       | Points | gagnés  | perdus  | pour | contre | Ratio | pour   | contre | Ratio  |
| -- | ------------ | ------ | ------- | ------- | ---- | ------ | ----- | ------ | ------ | ------ |
| 1  | Russie       | 6      | 3       | 0       | 9    | 2      | 4,500 |        |        | 1.382  |
| 2  | Cuba         | 5      | 2       | 1       | 8    | 4      | 2,000 |        |        | 1.407  |
| 3  | Corée du Sud | 4      | 1       | 2       | 4    | 7      | 0,571 |        |        | 0.825  |
| 4  | Japon        | 3      | 0       | 3       | 1    | 9      | 0,111 |        |        | 0.548  |

## Distinctions individuelles
- MVP :
- Meilleure Marqueuse :
- Meilleure Attaquante :
- Meilleure Contreuse :
- Meilleure Serveuse :
- Meilleure Passeuse :
- Meilleure Défenseur :
- Meilleure Réceptionneuse :

## Tableau final
| Place              | Équipe       |
| ------------------ | ------------ |
| Médaille d'or      | Russie       |
| Médaille d'argent  | Cuba         |
| Médaille de bronze | Corée du Sud |
| 4                  | Japon        |
| 5                  | Chine        |
| 6                  | Pays-Bas     |
| 7                  | Italie       |
| 8                  | États-Unis   |